# Campionato italiano assoluto di scacchi 2018
Il Campionato italiano assoluto di scacchi del 2018 è stata la 78ª edizione del Campionato Italiano Assoluto (CIA), organizzato dalla Federazione Scacchistica Italiana. È stato vinto da Lorenzo Lodici (al suo primo titolo assoluto).
La Finale del torneo si è svolta a Salerno dal 22 novembre al 5 dicembre del 2018.

## Formula
Il CIA 2018 si è svolto in quattro fasi, chiamate "Ottavi di Finale", "Quarti di Finale", "Semifinale" e "Finale".

### Ottavi e Quarti di Finale
Sono stati rispettivamente i campionati provinciali e regionali organizzati dai comitati locali.

### Semifinale
La Semifinale del CIA 2018 è stato un torneo open a sistema svizzero al quale potevano accedere tutti i tesserati alla FSI con cittadinanza italiana con i seguenti requisiti:
1. Tesserati con Elo superiore a 2100
2. Il 20% dei partecipanti ai campionati regionali (quarti di finale) fra coloro che detengono il titolo di Candidato Maestro (nazionale) e un punteggio inferiore a 2100 e coloro che hanno partecipato ai campionati regionali passando per i campionati provinciali (ottavi di finale).

### Finale
La Finale del CIA 2018 è stato un torneo con sistema all'italiana girone semplice a 12 partecipanti.
I 12 concorrenti sono stati selezionati secondo i seguenti criteri:
1. i primi 3 della Finale del CIA 2017;
2. i primi 3 della Semifinale;
3. il primo classificato del Campionato Nazionale Under 20 del 2017;
4. i primi 4 giocatori per Elo, considerando la media Elo degli ultimi dodici mesi dal luglio precedente la Finale e un numero minimo di 36 partite valide per la variazione dell’Elo FIDE giocate nello stesso periodo;
5. wildcard stabilita dalla FSI.

La vittoria andava al primo classificato.
In caso di vittoria a pari punti veniva effettuato uno spareggio con il sistema del tie-break con partite a cadenza rapida (12’ + 3”) e in caso di ulteriore parità con partite lampo (3’ + 2”). Persistendo la parità, con il sistema sudden death (una partita 6’ contro 5’).

## Finale
La Finale del CIA2018 è stata vinta da Lorenzo Lodici dopo spareggio tecnico rapid con Alberto David.

### Statistiche
| #  | Giocatore             | 1 | 2 | 3 | 4 | 5 | 6 | 7 | 8 | 9 | 10 | 11 | 12 | Totale |
| 1  | Alberto David         |   | ½ | 1 | ½ | 0 | 1 | 1 | 1 | ½ | 1  | ½  | ½  | 7.5    |
| 2  | Lorenzo Lodici        | ½ |   | 0 | ½ | 1 | 0 | ½ | 1 | 1 | 1  | 1  | 1  | 7.5    |
| 3  | Luca Moroni           | 0 | 1 |   | ½ | ½ | 0 | 1 | 1 | 1 | 0  | ½  | 1  | 6.5    |
| 4  | Sabino Brunello       | ½ | ½ | ½ |   | ½ | 1 | 0 | 1 | ½ | ½  | ½  | ½  | 6      |
| 5  | Alessio Valsecchi     | 1 | 0 | ½ | ½ |   | ½ | 1 | ½ | 0 | 1  | ½  | ½  | 6      |
| 6  | Andrea Stella         | 0 | 1 | 1 | 0 | ½ |   | 1 | 0 | ½ | ½  | ½  | 1  | 6      |
| 7  | Carlos García Palermo | 0 | ½ | 0 | 1 | 0 | 0 |   | 1 | 0 | 1  | 1  | 1  | 5.5    |
| 8  | Fabrizio Bellia       | 0 | 0 | 0 | 0 | ½ | 1 | 0 |   | 1 | 1  | 1  | 0  | 4.5    |
| 9  | Pier Luigi Basso      | ½ | 0 | 0 | ½ | 1 | ½ | 1 | 0 |   | 0  | 0  | 1  | 4.5    |
| 10 | Francesco Sonis       | 0 | 0 | 1 | ½ | 0 | ½ | 0 | 0 | 1 |    | 1  | ½  | 4.5    |
| 11 | Alberto Barp          | ½ | 0 | ½ | ½ | ½ | ½ | 0 | 0 | 1 | 0  |    | ½  | 4      |
| 12 | Michele Godena        | ½ | 0 | 0 | ½ | ½ | 0 | 0 | 1 | 0 | ½  | ½  |    | 3.5    |

### Spareggio
| Giocatore      | R1 | R2 | L1 | L2 | SD | Totale |
| -------------- | -- | -- | -- | -- | -- | ------ |
| Alberto David  | 0  | 0  | -  | -  | -  | 0      |
| Lorenzo Lodici | 1  | 1  | -  | -  | -  | 2      |